# مجلة سومر
مجلة سومر هي مجلة علمية تاريخية أثرية عراقية، أسست في عام 1945، تصدر عن الهيئة العامة للآثار والتراث في وزارة الثقافة والسياحة والآثار العراقية.